# Ciro Esposito
Ciro Esposito (Napoli, 26 ottobre 1981) è un attore italiano.

## Biografia
Si appassiona al teatro, seguendo le rappresentazioni teatrali della compagnia amatoriale dei genitori e poi partecipandovi attivamente dall'età di 6 anni, recitando in alcune delle più importanti commedie di Eduardo Scarpetta e di Eduardo De Filippo. Nel 1992 debutta sul grande schermo con il film Io speriamo che me la cavo, regia di Lina Wertmüller, in cui interpreta il ruolo di Raffaele Aiello, bambino ribelle che vive la propria infanzia in un ambiente familiare difficile. Successivamente, oltre che per il cinema, lavora soprattutto in numerose fiction televisive di produzione italiana. Nel 1994 partecipa al film documentario Sarah Sarà (titolo originale Sarahsarà) in cui interpreta la parte di un bambino di nome Ciro. Dopo una partecipazione allo sceneggiato televisivo Amico mio, Esposito colleziona diversi ruoli secondari in varie opere, tra cui Uno di noi, Un prete tra noi, Lui e lei, Casa famiglia, La squadra, Orgoglio e L'inchiesta.
Arrivano poi anche i ruoli da coprotagonista: oltre a Il Grande Torino del 2005, dove interpreta Angelo Di Girolamo, vi è poi anche il ruolo in Un posto al sole d'estate, con la prima e la seconda stagione dell'esperimento estivo, nel 2006 e nel 2007. È inoltre nel cast della serie TV La nuova squadra dal 2008 al 2011, e sempre nel 2008 è il protagonista assoluto de Le ali, regia di Andrea Porporati, film TV dedicato alla storia di Gianfranco Paglia, sottotenente della Folgore, in missione in Somalia che nel 1993, durante un'imboscata, ha perso l'uso delle gambe. Nel 2010 partecipa al film per la televisione Mannaggia alla miseria, diretto da Lina Wertmüller, in cui i protagonisti sono Gabriella Pession e Sergio Assisi. Nel 2018 è il presidente di giuria del Concorso Nazionale Junior Spettacolo 2018 di Stefano Madonna. Dal 2019 insegna recitazione cinematografica presso la scuola di formazione e produzione cinematografica CinemaFiction, a Napoli. Dal 2019 al 2021 partecipa alla quarta e quinta stagione di Gomorra - La serie.

## Filmografia

### Cinema
- Io speriamo che me la cavo, regia di Lina Wertmüller (1992)
- Fiorile, regia di Paolo e Vittorio Taviani (1993)
- Sarahsarà, regia di Renzo Martinelli (1994)
- Porzûs, regia di Renzo Martinelli (1997)
- Teatro di guerra. regia di Mario Martone (1998)
- Vacanze di Natale 2000, regia di Carlo Vanzina (1999)
- E adesso sesso, regia di Carlo Vanzina (2001)
- Sodoma - L'altra faccia di Gomorra, regia di Vincenzo Pirozzi (2013)
- Una diecimilalire, regia di Luciano Luminelli (2015)
- Fabrizio De André - Principe libero, regia Luca Facchini (2018)
- Un nemico che ti vuole bene, regia di Denis Rabaglia (2018)
- Rosanero, regia di Andrea Porporati (2022)

### Televisione
- Amico mio, regia di Paolo Poeti - miniserie TV (1993)
- Uno di noi, regia di Fabrizio Costa – miniserie TV (1996)
- Don Milani - Il priore di Barbiana, regia di Andrea Frazzi e Antonio Frazzi – miniserie TV (1997)
- Lui e lei - serie TV (1998 - 1999)
- Un prete tra noi 2, regia di Lodovico Gasparini – miniserie TV (1999)
- La squadra – serie TV (2000)
- Casa famiglia – serie TV (2001 - 2003)
- La guerra è finita, regia di Lodovico Gasparini – miniserie TV (2002)
- Orgoglio – serie TV (2004)
- Don Matteo 4 - serie TV, episodio Comma 23 (2004)
- Il Grande Torino, regia di Claudio Bonivento – miniserie TV (2005)
- I colori della gioventù, regia di Gianluigi Calderone – film TV (2006)
- L'inchiesta, regia di Giulio Base – miniserie TV (2006)
- Un posto al sole d'estate – soap opera (2006 - 2007)
- Liberi di giocare, regia di Francesco Miccichè – miniserie TV (2007)
- La nuova squadra – serie TV (2008)
- Le ali, regia di Andrea Porporati – film TV (2008)
- Mannaggia alla miseria, regia di Lina Wertmüller – film TV (2009)
- Un'altra vita – serie TV (2014)
- Rosy Abate - La serie – serie TV (2017)
- Gomorra - La serie – serie TV, 5 episodi (2019 - 2021)
- I cacciatori del cielo, regia di Mario Vitale - Docufilm (2023)